# Ceol
Ceol, též Ceola nebo Ceolric (narozen?, † 597), byl anglosaský král Wessexu z rodu Cerdikovců (asi v letech 591/592 až 597, anebo v letech 588 až 594).

## Život

Anglie v době krále Ceola

Král Ceol měl pocházet z královského rodu Cerdikovců a je považován za syna prince Cuthy zabitého roku 584, anebo jeho bratra Cuthwulfa, který zemřel 571, a v obou případech tedy za vnuka krále Cynrika. Vláda jeho strýce, krále Ceawlina, skončila zjevně nepokoji uvnitř královského rodu. Kolem roku 588/591 se Ceol dostal k moci a Ceawlin byl vyhnán po „velkém vraždění“ u Wôdnesbeorgu (nedaleko Wansdyke). Svým nástupem k moci tak Ceol upřel trůn pravoplatnému dědici, Ceawlinovu synu Cuthwinovi. Kolem roku 592/593 zemřel svržený král Ceawlin a jeho jinak neznámí pravděpodobní příbuzní Cwichelm a Crida. Po Ceawlinově smrti přišli Gewisové o mocenskou převahu v jižní Anglii. Vliv získal král Kentu Æthelberht, který díky svému sňatku vstoupil ve spojenectví s Franskou říší, v té době nejmocnějším evropským státem. O Ceolově pěti nebo šestileté vládě nejsou známy žádné bližší podrobnosti. Zemřel kolem roku 594/597. Jeho nástupcem se stal jeho bratr Ceolwulf (594/597–611), neboť Ceolův syn Cynegils byl podle všeho příliš mladý, aby trůn zdědil. Proto trůn získal bratr zemřelého krále, jak bylo patrně mezi Sasy zvykem. Až po králi Ceolwulfovi následoval Ceolův syn Cynegils (611–642).

## Ceolovo jméno a původ
Jisté problémy působí Ceolovo jméno: obvykle je ztotožňován s Ceolrikem, předchůdcem a bratrem krále Ceolwulfa, a otcem Ceolwulfova nástupce, krále Cynegilse. Král Ceolwulf však měl mít rovněž syna Cynegilse, což vedlo středověké písaře k záměně Ceola a Ceolwulfa, jejichž domácké jméno mohlo znít stejně, a sice „Ceol“ nebo „Ceola“.
V roce 1968 popsali britští historici R. P. Wright a profesor K. H. Jackson tzv. Wroxeterský kámen, nalezený o rok dříve, pocházející z pořímské doby (datován v rozmezí asi 460–475), s nápisem CUNORIX MACUS MAQVI COLINE, v překladu „Cunorix (‚Hound-king‘, tj. ‚král honicí pes‘) syn Maqui-Coline (‚Son-of-Holly‘, tj. ‚syn cesmíny‘)“. Obě tato jména, Cunorix i Maqui-Coline, jsou považována za irská osobní jména, přičemž Cunorix je ztotožňován s Cynrikem. Je možné, že Maqui Coline souvisí se Ceolem, což by naznačovalo, že patřil k rodině soupeřící s rodinou Ceawlinovou. Pokud by nositel britonského jména Maqui Coline měl souviset se saským Ceolem, vrhalo by to na Ceolův germánský původ poněkud zpochybňující světlo.

## Ceolská linie
Král Ceol byl zakladatelem linie uvnitř cerdikovské dynastie, která vládla Wessexu v letech 591–645, 648–674 a 676–685. Podle historiků k ní patří nejenom pokrevní příbuzní krále Ceola, a to králové Ceolwulf, Cynegils, Cenwalh a Centwine, ale i přivdaná královna Seaxburh, která krátce vládla samostatně po smrti svého manžela Cenwalha. Také mercijští králové, bratři Coenwulf a Ceolwulf I. jsou považováni za Ceolovy potomky, což znamená, že její příslušníci vládli nejméně tři století po smrti svého zakladatele, a možná déle (viz House of Wessex family tree).